# حسن باستانی
حسن باستانی فرزند مهپاره و قدرت، زاده ی۱۳۴۰ در تهران پژوهشگر، نمایش نامه نویس، طراح و کارگردان تئاتر ایرانی است.

## زندگی‌نامه

### تحصیلات
باستانی در سال۱۳۵۵ وارد گروه تئاتر مدرسه شد. بعدها به پیشه دبیری روی آورد و در همان سال با گروه نمایش دیلمان همکاری خود را آغاز کرد. در سال ۱۳۶۴ در رشته مهندسی اکتشاف معدن دانشگاه صنعتی اصفهان مشغول به تحصیل شد و برای نخستین بار پس از انقلاب فرهنگی در دانشگاه صنعتی اصفهان گروه تئاتر دانشجویی را ایجاد و نخستین آزمون کارگردانی خود را در همان دانشگاه به روی صحنه برد.
سال ۱۳۷۰ وارد آموزشگاه حوزه هنری سازمان تبلیغات اسلامی شد و دوره نمایش‌نامه‌نویسی را با درجه عالی به پایان رساند. وی در سال ۱۳۷۴ در آموزشگاه حمید سمندریان نزد استادبهرام بیضایی دوره نمایش نامه‌نویسی و فیلم نامه‌نویسی را گذرانید.

### فعالیت‌های هنری
حسن باستانی نخستین کارحرفه‌ای خود را در سال۱۳۷۶ با نمایش پوریایی دیگر در تالار چهارسوی تئاتر شهر به روی صحنه برد. وی پس از سال‌ها تجربه در سال ۱۳۸۵ گروه تئاتر اَدونای را پایه‌گذاری کرد.
وی کار حرفه‌ای نویسندگی و کارگردانی تئاتر را از سال ۱۳۷۴ شروع نمود. تاکنون بیش از 40 نمایش‌نامه نوشته و ۱۲ نمایش را کارگردانی و اجرا نموده‌است. اکثر نمایش نامه‌های حسن باستانی در تهران و شهرهای دیگر ایران به روی صحنه رفته و در فستیوال‌های مختلف داخلی و خارجی شرکت داده شده‌اند (۳ فستیوال بین‌المللی خارج از ایران و ۱۴ فستیوال بین‌المللی داخل ایران). او ۲۹ دیپلم افتخار و لوح تقدیر از جشنواره‌های داخلی و ۵ دیپلم افتخار از فستیوال‌های بین‌المللی دریافت نموده و نیز در ۲ کشور گرجستان۲۰۰۵ و کلمبیا۲۰۱۰ اجرای عمومی داشته‌است.
حسن باستانی عضو هیئت مدیره و مسئول کمیتهٔ آموزش و پژوهش کانون نمایش نامه نویسان و مترجمان بایگانی‌شده  در ۱۳ سپتامبر ۲۰۱۷ توسط Wayback Machine خانهٔ تئاتر ایران و مؤسس و سرپرست گروه تئاتر اَدونای است.

### نگارش نمایش‌نامه
باستانی در کنار پژوهش بر روی نوشتارهای کهن، فرهنگ و اساطیر ایران بیشتر به نگارش نمایش نامه‌هایی با بن مایه‌های فرهنگ وادبیات کهن فارسی (آرکاییک)، فولکلور ایرانی و نیز آثار ضد جنگ پرداخته‌است.

## آثار

### نمایشی
- قصه های منو تو و جمشیدشاه و شاهنامه

- شیطان و دوشیزه پریم (براساس رمانی به همین نام اثر پائولو کوئلیو)

- داش آکل
- سوگمهر[۱۷][۱۸]
- مادرهمهٔ آن اسفندیاران[۱۷]
- بی سرزمین تر از باد،[۴][۱۹][۲۰][۲۱] تماشاخانه ایرانشهر، ۱۳۹۲
- آنتوان و مسافرکوچولو / [۱۶] تئاتر شهر، تیر و مرداد 1391
- یونس و پدر ژپتو
- قمقمه‌های ژنرال
- تحفهٔ عباسقلی خان مزقونچی
- صبح یه روز لعنتی، تئاترشهر، مرداد و شهریور ۱۳۹۶
- کیلر، نوشتهٔ گاگیگ کاراپتیان، تئاترشهر، شهریور ۱۳۹۰
- کل کل نامه
- روز سرباز،[۱۰][۱۱][۱۲][۱۴][۲۲] جشنوارهٔ بین‌المللی Sexta fiesta  مدلین - کلمبیا،[۱۳] تئاترکالی، کالی- کلمبیا،[۱] اگست۲۰۱۰، تئاترلیبره،[۱] بوگوتا- کلمبیا، سپتامبر ۲۰۱۰، تئاترشهر، تیر و مرداد۱۳۹۰
- پیتوک[۲۳]
- پسر انسان[۲۳]
- آرماگدون
- قصه‌های من و تو و رستم و شاهنامه[۹]
- تو چارسو خبری نیست[۲۴] تماشاخانه سنگلج، خرداد و تیر ۱۳۸۸[۲۵]
- سیاه نامه خوانی
- کوفیان (انبوهی از هیچ‌کس)[۲۶]
- همیشه ماندگار[۲۷] ۱۳۷۱ تماشاخانهٔ مهر حوزهٔ هنری تیر ۱۳۸۷، تالار مبارک فرهنگسرای بهمن، شهریور ۱۳۸۷
- عید پاک نوشتهٔ اگوست استریندبرگ، تئاتر شهر، اسفند ۱۳۸۵
- ایران، خانهٔ هنرمندان، ۱۳۸۴[۱۹]
- اژدها چهرک[۱۹]
- آپارتمان
- پوریایی دیگر،[۲۸] تئاتر شهر، ۱۳۷۶
- دار و گیر پهلوان[۲۸]
- سوگنامهٔ فرود سیاوشان غمنامهٔ جریره[۲۹]
- سوگ مضحکهٔ یادگار زریران
- کیست این پنهان مرا[۳۰]
- عطر گل محمدی[۳۱]
- به گل نشستگان[۳۲]
- آفره[۳۳]
- واپسین دم[۳۳]
- مولود (نمایش بی کلام)
- مرده ریگ
- خورشید بانو[۲۴]
- مولای بی یاور
- اتاق سرد
- که این خدایت را خوش آمد
- مترسک
- سفر سبز در سبز، نوشتهٔ بهروز غریب‌پور، دانشگاه صنعتی اصفهان، ۱۳۶۸
- شام آخر، دانشگاه صنعتی اصفهان، ۱۳۶۸

### فیلم نامهٔ داستانی
- زندگی به توان ۲

### سریال تلویزیونی
- مسافر فرنگ، سریال تلویزیونی عکاسخانه، نویسنده حسن باستانی، کارگردان حسن نانکلی اهورا
- به گل نشستگان (تله تئاتر)، نویسنده حسن باستانی، کارگردان مجید واحدی‌زاده

### نمایش رادیویی
- ایران
- عطر گل محمدی

### گردآوری
- روح مهربان خدا با ماست (وقتی معجزه‌ای به طرفت میآد)[۳۴]

### مقالات
- هنروجایگاه هنرمند از دوران پیش از تاریخ تا عصر حاضر[۳۵]

## جوایز
- لوح سپاس فستیوال بین‌المللی Sexta fiesta، مدلین- کلمبیا، برای نگارش، طراحی و کارگردانی نمایش " روز سرباز"، ۲۰۱۰
- لوح سپاس پنجمین جشنوارهٔ سراسری تئاتر ماه برای طراحی صحنهٔ نمایش "روز سرباز"، ۱۳۸۷
- لوح تقدیر و تندیس یاد بود دومین دورهٔ مسابقهٔ نمایشنامه نویسی مشاهیر اسلام معاونت هنری شهرداری برای رتبه اول نمایشنامهٔ "عروس پیامبر (بی سرزمین تر از باد) "، ۱۳۸۶
- دیپلم افتخار و تندیس اولین جشنوارهٔ استانی نمایشنامه نویسی وحدت به عنوان نمایش‌نامه‌نویس برگزیده، نمایش" همیشه‌ماندگار"، ۱۳۸۶
- لوح تقدیر چهارمین جشنوارهٔ سراسری تئاترماه برای رتبه دوم نمایش "همیشه ماندگار"، ۱۳۸۶
- نمایش ایرانی برگزیده در فستیوال بین‌المللی شبهای سفید، تئاتر روئر، مولهایم- آلمان، برای نویسندگی نمایش "اژدها چهرک"، ۲۰۰۵
- دیپلم افتخار چهاردهمین جشنوارهٔ تولیدات رادیویی و تلویزیونی مراکز استانها به عنوان بهترین نویسنده در بخش نمایش تلویزیونی برای نمایش" به گل نشستگان"، اصفهان، ۱۳۸۵
- دیپلم افتخار فستیوال بین‌المللی پر کردن فضای خالی[۳۶]، کشور جمهوری آذربایجان باکو، برای نویسندگی نمایش «اژدها چهرک»، ۲۰۰۵
- لوح سپاس ششمین جشنوارهٔ بین‌المللی تئاتر ایران زمین برای نمایش اژدها چهرک، ۱۳۸۳
- دیپلم افتخار دوازدهمین جشنوارهٔ تئاتر استانی و پنجمین جشنوارهٔ اجرای خیابانی (نمایش خیابانی) استان اردبیل برای کسب رتبهٔ اول نمایش نامه‌نویسی (صحنه‌ای) نمایش اژدها چهرک، ۱۳۸۳
- دیپلم افتخار از ششمین جشنوارهٔ تئاتر استانی قم برای رتبهٔ اول نویسندگی نمایش «دار و گیر پهلوان»، ۱۳۸۰
- لوح تقدیر چهارمین همایش سراسری بچه‌های مسجد برای نویسندگی و کارگردانی نمایش «که این خدایت را خوش آمد» ،۱۳۷۷
- دیپلم افتخار سومین جشنوارهٔ سراسری تئاترآتشکار برای رتبهٔ دوم نویسندگی و رتبهٔ سوم کارگردانی «نمایش پوریایی دیگر»، ۱۳۷۵
- دیپلم افتخار نخستین جشنوارهٔ سراسری نمایش‌های کوتاه زاهدان برای رتبهٔ اول نویسندگی نمایش‌نامه «سوگمهر»، ۱۳۷۵